# Hrabstwo Schenectady
Schenectady – hrabstwo (ang. county) w stanie  Nowy Jork w USA.

## Geografia
Powierzchnia hrabstwa wynosi 209,39 mi² (około 542,3 km²). Według stanu na 2010 rok jego populacja wynosi 154 727 osób, a liczba gospodarstw domowych: 68 196. W 2000 roku zamieszkiwało je 146 555 osób, a w 1990 mieszkańców było 149 285.

### Miasta[1]
- Duanesburg
- Glenville
- Niskayuna
- Princetown
- Rotterdam
- Schenectady

### Wsie[1]
- Delanson
- Scotia

### CDP[1]
- Duanesburg
- Duane Lake
- East Glenville
- Mariaville Lake
- Niskayuna
- Rotterdam